# Cmentarz żydowski w Policach
Cmentarz żydowski w Policach – kirkut mieści się przy ul. Nowopol. W wyniku zniszczeń do dziś na kirkucie nie zachowały się jakiekolwiek macewy. Dawna nekropolia została splantowana i na jej miejscu powstał park.